# Не пройдут! (братская могила)
Не пройдут! — памятник истории Великой Отечественной войны в городе Кривой Рог, братская могила советских воинов, погибших при освобождении города.

## История
В октябре 1943 года части 188-й, 92-й, 15-й и 28-й стрелковых дивизий, 10-й гвардейской воздушно-десантной дивизии 37-й армии совместно с 5-й гвардейской танковой армией освободили северную часть города Кривой Рог и посёлок Весёлые Терны от немецких оккупантов.
В мае 1965 года на месте захоронения был установлен обелиск и мемориальная плита.
Решением Днепропетровского облисполкома № 618 от 8 августа 1970 года памятник был взят на учёт под охранным номером 1667.
В 1975 году к братской могиле произошло перезахоронение из двух других братских захоронений Терновского района: братской могилы советских воинов села Новоивановка (№ 1668) и братской могилы советских воинов посёлка Весёлые Терны (№ 1666).
В 1978 году произведена капитальная реконструкция — установлен новый железобетонный памятник по проекту криворожского художника Юрия Ларина и архитектора В. Михайлова.
В 1982 году памятник был обложено розовым туфом мастерами из Армянской ССР.

## Характеристика
В братской могиле похоронены погибшие советские воины-освободители севера Криворожья — участники штурма и обороны кургана Могила Баба. По данным Терновского районного военкомата за 1993 год, в братской могиле похоронено 563 известных воина. По состоянию на 2017 год установлены данные по 548 бойцам, среди которых Герой Советского Союза Илья Ухо и три подпольщика — участники подпольной группы В. И. Просяника, погибших при освобождении посёлка Рыбасово:
- Бурцев Василий Федотович (1916/1917 — 31.10.1943);
- Лысяк Иван Дорофеевич (1924 — 31.10.1943);
- Сологубов Н. П.

Большинство имён установлено следопытами Криворожской общеобразовательной школы № 40 под руководством историков-краеведов В. Кайстренко и А. Сторчака.